# Conrad Dasypodius

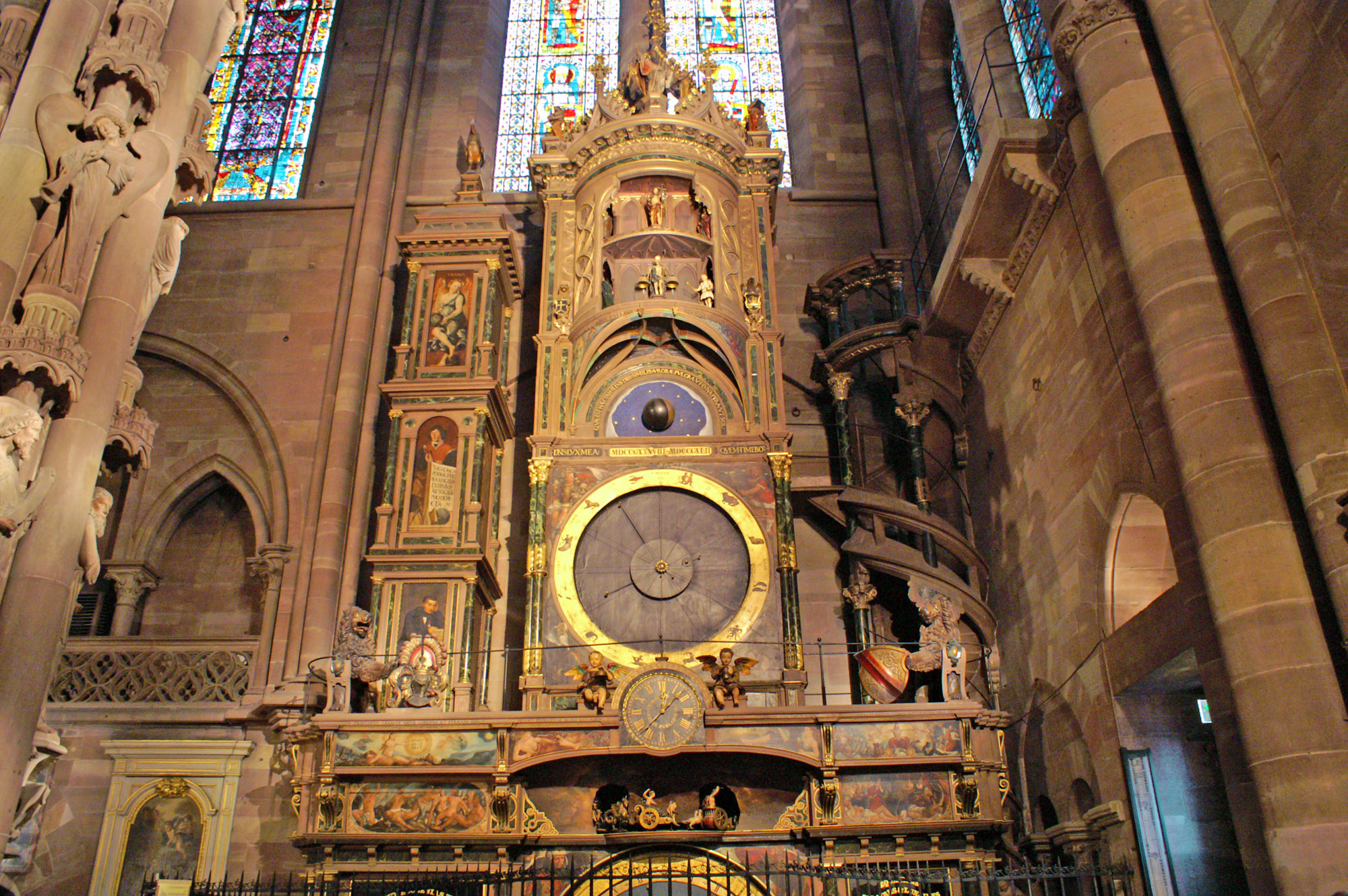
Ceasul astronomic din Catedrala Notre Dame din Strasbourg

Conrad Dasypodius (sau Konrad Dasypodius, dar de fapt: Konrad Hasenfratz sau Rauchfuß n. 1530/1532 la Frauenfeld - d. 22/26 aprilie 1600/1601 la Strasbourg) a fost un matematician, astronom, umanist, lexicograf elvețian.
A proiectat ceasul astronomic din Catedrala Notre-Dame din Strasbourg, realizat în perioada 1572 - 1574 de către Isaac Habrecht și Josia Habrecht.

## Scrieri

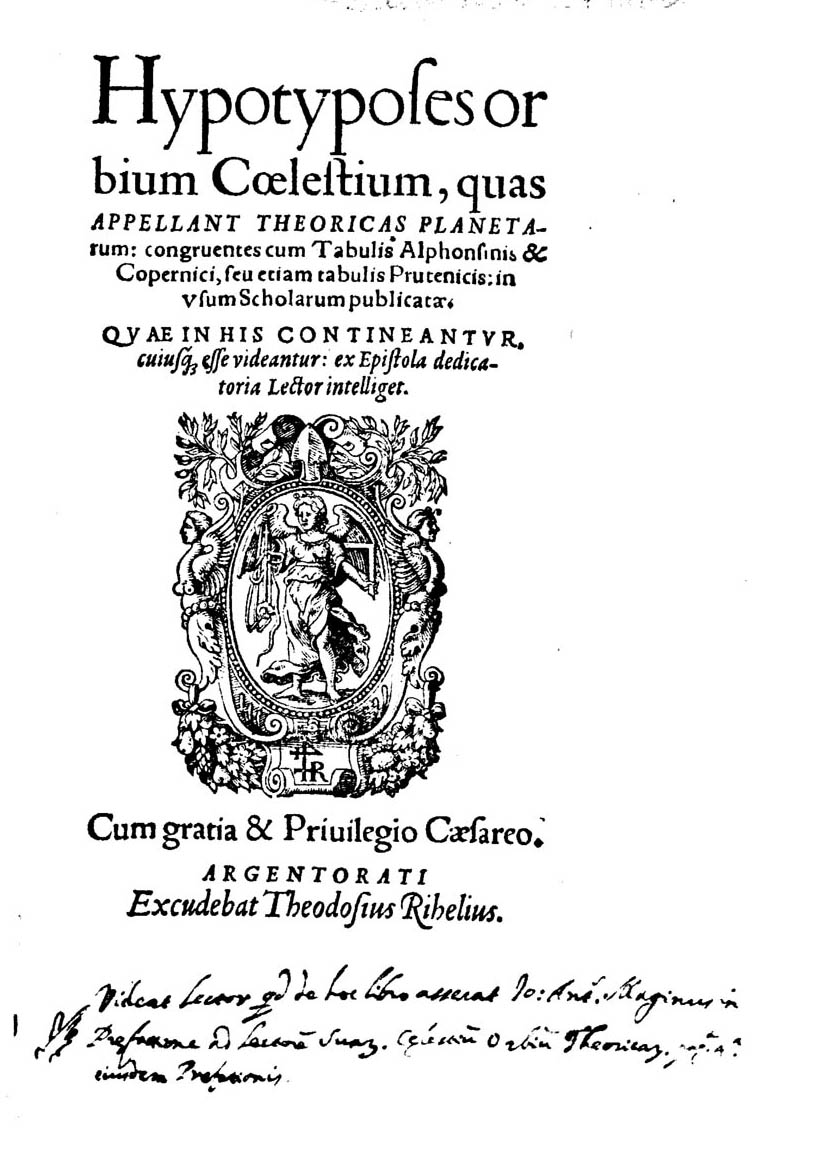
Hypotyposes orbium coelestium, 1568

- 1593: Institutionum mathematicarum erotemata (Strasbourg);
- Oratio de disciplinis mathematicis, ad Fredericum II, regem Daniae;
- Hieronis Alexandrini Nomenclaturae vocabulorum geometricorum Translatio;
- 1579: Lexicon mathematicum, ex diversis collectum antiquis scriptis (Strasbourg).

A tradus și comentat Elementele lui Euclid.